# Смерекові Карпати (заказник)
Смере́кові Карпа́ти — лісовий заказник місцевого значення в Україні. Розташований у межах Рахівського району Закарпатської області, в районі смт Ясіня та сіл Чорна Тиса і Лазещина. 
Площа 648,9 га. Статус надано (первісна назва «Радянські Карпати») згідно з рішенням облради від 07.03.1990 року № 55 (74 га увійшли до складу Карпатського біосферного заповідника з вилученням, Указ Президента від 11.04.1997 року № 325/97). Перебуває у віданні ДП «Ясінянське ЛМГ» (574,9 га) і Карпатського біосферного заповідника. 
Статус надано з метою збереження кількох лісових масивів як природної лісонасіннєвої генетичної бази.